# Polybus (Odyssee)
Volgens de homerische traditie, met name in de Odyssee, was Polybus de vader van Eurymachus, een van de vrijers van Penelope, die gedood werd door Odysseus bij diens thuiskomst van de Trojaans Oorlog.